# Dick Wolf
Richard "Dick" Anthony Wolf, född 20 december 1946 i New York, New York, är en amerikansk TV-producent och manusförfattare, mest känd som skapare och showrunner för många olika TV-serier.

## Biografi
Wolf växte upp på Manhattan med en far av judisk härkomst och en mor av irländsk härkomst. Wolf gick på internatskolan Phillips Academy tillsammans med George W. Bush.
Efter bachelorexamen från University of Pennsylvania började Wolf att arbeta inom reklambranschen som copywriter. Efter några år flyttade Wolf till Los Angeles och började skriva manus för TV-serier. 
Wolf arbetade sig upp till producent innan det stora genombrottet kom med hans egen TV-serie: I lagens namn (engelska: Law & Order). Till skillnad från många andra dramaserier i primetime så har I lagens namn hela tiden spelats in i på plats New York där serien också utspelar sig.
Hans produktionsbolag heter Wolf Entertainment, fram tills 2019 Wolf Films.

## Verk

### Manus till långfilmer och TV-serier
- 1985–1986 – Spanarna på Hill Street (TV-serie) (8 avsnitt)
- 1986–1988 – Miami Vice (TV-serie) (15 avsnitt)
- 1987 – Biltjuvarna
- 1988 – Dubbelspel
- 1992 – Den inre kretsen

### Producent
- 1986–1988 – Miami Vice (TV-serie) (medproducent, 46 avsnitt)
- 2007 – Bury My Heart at Wounded Knee (exekutiv producent)
- 2012–2024 – Chicago Fire (TV-serie) (exekutiv producent, 252+ avsnitt)
- 2019–2024 – FBI: Most Wanted (TV-serie) (exekutiv producent, 86+ avsnitt)

### Skapare av TV-serier
- 1990–2010 – I lagens namn (TV-serie) (återstart 2022–) (460+ avsnitt)
- 1994–1998 – Spanarna (TV-serie) (medskapare, 88 avsnitt)
- 1999–2024 – Law & Order: Special Victims Unit (TV-serie) (550+ avsnitt)
- 2001–2011 – Law & Order: Criminal Intent (TV-serie) (195 avsnitt)
- 2004–2005 – Law & Order: Trial by Jury (TV-serie) (13 avsnitt)
- 2010–2011 – Law & Order: LA (TV-serie) (22 avsnitt)
- 2014–2024 – Chicago P.D. (TV-serie) (medskapare, 220+ avsnitt)
- 2015–2024 – Chicago Med (TV-serie) (medskapare, 176+ avsnitt)
- 2018–2024 – FBI (TV-serie) (medskapare, 113+ avsnitt)
- 2021–2024 – FBI: International (TV-serie) (medskapare, 56+ avsnitt)
- 2021–2024 – Law & Order: Organized Crime (TV-serie) (medskapare, 65+ avsnitt)

## Utmärkelser
Wolfs TV-serie I lagens namn vann 1997 en Primetime Emmy Award för "bästa dramaserie", efter nomineringar i samma kategori 6 år i följd. Sedan 2007 har Wolf en stjärna på Hollywood Walk of Fame. Sedan 2013 är Wolf upptagen i Television Hall of Fame.